# Colobothea vidua
Colobothea vidua là một loài bọ cánh cứng trong họ Cerambycidae.